# Enrico Paolini
Enrico Paolini   (Pesaro, 26 de març de 1945 - San Costanzo, maig 2025) va ser un ciclista italià que fou professional entre 1969 i 1979.

## Biografia
En el seu palmarès destaquen tres campionats nacionals de ciclisme en ruta, el 1973, 1974 i 1977, així com nombroses victòries en semiclàssiques italianes com la Tres Valls Varesines, Milà-Torí, Giro del Vèneto o Giro de l'Emília i set etapes del Giro d'Itàlia.
En retirar-se passà a desenvolupar tasques de director esportiu en diferents equips ciclistes, com ara el GB-MG Maglificio, l'Acqua & Sapone o el Team LPR. El 2007 es retirà de la direcció esportiva.

## Palmarès
- 1969
  - 1r al Gran Premi de la vila de Camaiore
  - Vencedor d'una etapa a la Volta a Suïssa
- 1970
  - Vencedor d'una etapa del Giro d'Itàlia
- 1971
  - Vencedor d'una etapa del Giro d'Itàlia
- 1972
  - 1r al Giro del Vèneto
  - 1r al Giro d'Umbria
  - Vencedor d'una etapa del Giro d'Itàlia
- 1973
  -  Campió d'Itàlia en ruta (Tres Valls Varesines)
  - 1r al Gran Premi de la Indústria de Belmonte-Piceno
- 1974
  -  Campió d'Itàlia en ruta (Milà-Vignola)
  - 1r al Gran Premi Cemab
  - Vencedor de 2 etapes del Giro d'Itàlia
  - Vencedor de 4 etapes de la Volta a Suïssa
- 1975
  - 1r a la Coppa Bernocchi
  - 1r al Giro de l'Emília
  - Vencedor d'una etapa del Giro d'Itàlia
- 1976
  - 1r al Giro de la Província de Reggio de Calàbria
  - 1r a la Milà-Torí
- 1977
  -  Campió d'Itàlia en ruta (Giro de Campània)
- 1978
  - Vencedor d'una etapa del Giro d'Itàlia

### Resultats al Tour de França
- 1970. Abandona (11a etapa b)
- 1971. Abandona (19a etapa)
- 1976. 50è de la classificació general

### Resultats al Giro d'Itàlia
- 1969. 43è de la classificació general
- 1970. 24è de la classificació general. Vencedor d'una etapa
- 1971. 11è de la classificació general. Vencedor d'una etapa
- 1972. 39è de la classificació general. Vencedor d'una etapa
- 1973. 22è de la classificació general
- 1974. 46è de la classificació general. Vencedor de 2 etapes
- 1975. 43è de la classificació general. Vencedor d'una etapa
- 1976. 64è de la classificació general
- 1977. 74è de la classificació general
- 1978. 68è de la classificació general. Vencedor d'una etapa
- 1979. 95è de la classificació general